# Paganini (motonave)
La Paganini fu una motonave italiana, andata persa per esplosione interna il 28 giugno 1940. Nel naufragio della motonave perirono 228 persone.

## Storia
La motonave Paganini fu costruita presso il Cantiere Navale Triestino di Monfalcone per conto della Compagnia Adria Società Anonima di Navigazione di Fiume.  La nave venne impostata il 15 novembre 1927, varata il 23 luglio 1928, ed entrò in servizio il 29 settembre dello stesso anno. 
Essa costituiva la Classe Musicisti con le gemelle Donizetti, Puccini, Rossini, Verdi e Catalani. Queste navi potevano trasportare 58 passeggeri più le merci.
Il 21 gennaio 1935 la Paganini era in navigazione, al comando del capitano Luciano Abbate, con destinazione Bari quando fu avvisata tramite marconigramma che l'idrovolante francese Normandie dell'Air France (pilota Leclair), in volo da Saigon a Marsiglia con scali intermedi a Corfù e Napoli, era stato costretto ad ammaraggio di emergenza nel Mar Ionio in burrasca, circa 30 miglia a sud-ovest di Capo Santa Maria di Leuca, a causa di una avaria al propulsore. Essendo la nave più vicina alla posizione dell'idrovolante, la Paganini forzò i motori e riuscì a giungere sul posto poco prima del crepuscolo. Dopo aver avvertito via radio le unità militari inviate in soccorso che effettuerà lei il salvataggio, la motonave si portò sopravvento, ponendo l'idrovolante al riparo delle raffiche di vento, lo agganciò con un doppio cavo e ne trasse in salvo l'equipaggio e i tre passeggeri. Prima di ripartire il velivolo fu preso a rimorchio, recuperando anche dall'aereo i sacchi postali ed i bagagli, che trasportò successivamente a Bari insieme ai naufraghi. Il cedimento delle colonnine prodiere dell'idrovolante costringerà dopo poco il comandante della motonave, di comune accordo con il pilota Leclair, ad abbandonare in mare il relitto del Normandie, mentre la Paganini raggiunse Bari con i sei naufraghi, in ritardo di 19 ore.
Il 1º gennaio 1937 la Paganini venne trasferita alla società Tirrenia di Navigazione, che aveva assorbito la Compagnia Adria Società Anonima di Navigazione. Insieme alle gemelle, la Paganini, noleggiata dal Commissariato per la Marina Mercantile (Ministero delle Comunicazioni), e presta servizio sulla linea n. 32 (Fiume-Venezia-Ancona-Bari-Catania-Malta-Messina-Palermo-Napoli-Livorno-Genova-Imperia-Marsiglia-Barcellona-Tarragona-Valencia-Fiume percorrendo un totale di 3997 miglia nautiche. Era iscritta nel Compartimento Marittimo di Fiume con la matricola n.55.
Il 10 giugno 1940, quando il Regno d'Italia entrò in guerra contro la Francia e la Gran Bretagna, la linea n. 32 viene sospesa e la Paganini  fermata in porto a Livorno. Non fu requisita dalla Regia Marina né iscritta nei ruoli del naviglio ausiliario dello Stato.
La motonave viene quindi noleggiata dal Ministero della marina per trasportare le truppe in Albania, in previsione dell'invasione della Grecia.
Tra il 18 e 26 giugno 1940 la Paganini subì lavori di adattamento alla missione di trasporto truppe: nelle stive prodiere e poppiere furono sistemate centinaia di cuccette per i soldati, vennero realizzati box per alloggiare gli animali, e poi la nave si trasferì a Taranto per essere armata con un cannone da 120/45 mm, sistemato a poppa, e due mitragliere contraeree binate da 13,2 mm, collocate sul cielo della plancia.
La sera del 27 giugno 1940 la motonave Paganini, al comando del capitano di lungo corso Marcello Bulli, dopo aver imbarcato oltre 900 tra ufficiali, sottufficiali e soldati italiani ed anche alcuni ufficiali albanesi di ritorno da un periodo di addestramento in una scuola militare italiana, salpò da Bari diretta a Durazzo. 
Tra i reparti imbarcati vi erano elementi del 19º Reggimento artiglieria da campagna, del 7º Reggimento genio e dell'83º e 84º Reggimento fanteria (tutti appartenenti alla Divisione fanteria Venezia), e c'erano anche una sezione di stampatori dell'Istituto Geografico Militare e gruppetti di bersaglieri, autieri, granatieri, alpini e carabinieri. Soldati, animali (muli), armi ed equipaggiamenti (tra cui provviste per i soldati e paglia e fieno per i muli) erano stati sistemati a bordo alla meglio, anche in coperta. Non furono fornite istruzioni su cosa fare in caso di abbandono della nave, né tanto meno effettuate esercitazioni. In convoglio con la Paganini vi era la Catalani, e la scorta era costituita dalla torpediniera Nicola Fabrizi (tenente di vascello Pietro Frigerio).
Alle 7:10 del 28 giugno, a circa dieci miglia da Durazzo, si verificò un'esplosione nella sala macchine della Paganini (per altra fonte nella stiva numero 2), che fu prontamente riportata da un segnalatore della Fabrizi. Il comandante della torpediniera pensò, inizialmente, che la motonave fosse stata colpita da un siluro, e ordinò di portare le macchine alla massima velocità, impartendo l'ordine alla Catalani, che intanto aveva accostato per dare assistenza alla Paganini, di rifugiarsi rapidamente nel porto di Durazzo. Dopo l'esplosione sulla Paganini scoppiò a bordo un violento incendio, che divenne ben presto incontrollabile. Mentre la Catalani si dirigeva sulla rotta di sicurezza, guidata dalla motovedetta Caron, la Fabrizi, avendo constatato l'assenza di mine o sommergibili nemici, si portò a venti metri dalla prua della Paganini, dove si era radunata la maggior parte degli uomini imbarcati; la torpediniera calò in mare la propria lancia, un battellino e due zattere Carley. La Paganini, su cui regnava il panico, non riuscì a mettere a mare le proprie e lance: due di esse si fracassarono nel tentativo di calarle, mentre le altre rimaste sulle morse furono distrutte dalle fiamme. I quasi mille uomini presenti sulla motonave si trovarono quindi senza alcuna imbarcazione di salvataggio salvo quelle messe a mare dalle unità giunte in soccorso. I soldati avevano già iniziato a gettarsi in mare, ma il vento e la corrente stavano facendo rapidamente allontanare la nave da trasporto incendiata, facendola scarrocciare verso i campi minati, e gli uomini in acqua si stavano allontanando rischiosamente. In mare vi erano già diverse chiazze di nafta incendiate, che provocarono ustioni a diversi naufraghi, mentre la nafta ancora presente a bordo della motonave alimentava il furioso incendio.
La Fabrizi si affiancò alla Paganini sul lato dove si erano concentrati più uomini, e l'equipaggio della torpediniera riuscì a trarre in salvo 437 naufraghi, tra cui parecchi feriti ed ustionati, anche in modo grave.
Diversi uomini della Fabrizi si gettarono in mare per aiutare e portare a bordo dei naufraghi.
Sovraccarica di naufraghi, che arrivarono a minacciarne la stessa stabilità della Fabrizi, la torpediniera dovette interrompere le operazioni di salvataggio e dirigere verso Durazzo. Nel frattempo era arrivata in soccorso la cisterna militare Pagano, salpata da Durazzo al comando del tenente di vascello Alessandrini per trasportare acqua a Saseno (Valona). Poco prima delle 08:00 il Comando Militare Marittimo dell'Albania, avvisato dal personale della stazione segnali di Durazzo che a poche miglia al largo vi era una nave con un vasto incendio a bordo, assistita dalla Fabrizi e dalla Pagano (una terza nave, il rimorchiatore Liscabianca, era in arrivo), ordinò l'approntamento di tutti i mezzi navali presenti nel porto, e contattò i locali comandi del Regio Esercito per organizzare l'assistenza, il trasporto ed il ricovero di naufraghi e dei feriti. Da Durazzo salparono il posamine Azio, il rimorchiatore Sant’Andrea e i motovelieri e dragamine ausiliari Sant’Antonio, R 33 Fede e Speme, Minerva e La Vittoria, mentre altri motovelieri furono approntati alla partenza; in un secondo tempo salparono anche i motovelieri San Nicola di Bari e V 78 Nuovo Avvenire, la piccola cisterna Alfredo ed il motopeschereccio-nave frigorifero Adua. Prima di partire essi avevano imbarcato ufficiali medici ed infermieri della Regia Marina con il relativo materiale sanitario.
Sulla Paganini, la brezza sostenuta alimentava l'incendio, che avanzava verso poppa, dove si trovava un nutrito gruppo di soldati, mentre un altro era concentrato all'estrema prua. Parecchi uomini erano aggrappati ai penzoli delle due lance di sinistra capovolte, ed un gruppo di naufraghi si era rifugiato sullo scafo capovolto di una di esse. Il comandante della Pagano, accortosi che molti dei soldati a poppa della Paganini erano senza salvagente, diede loro precedenza nel salvataggio. Una motolancia della Pagano, al comando del marinaio scelto Michele Marullo, si portò sottobordo alla Paganini, e diversi marinai della cisterna salirono a bordo della motonave in fiamme, per consegnare i salvagente a quanti ancora non lo avevano, e per aiutare i soldati feriti a calarsi in mare. Dapprima furono evacuati i soldati che si trovavano a poppa, e poi quelli a prua; il marinaio scelto Marullo, salito a bordo della nave incendiata, riuscì da solo a portare in salvo parecchi feriti gravi, rimasti immobilizzati ai margini dell'incendio.
Con 222 naufraghi a bordo, e dopo aver accertato che sulla Paganini non vi era più nessuno, la Pagano  diresse verso il porto di Durazzo. Alle 9:45 l'incendio sulla motonave erano ormai così esteso che la Paganini fu dichiarata irrecuperabile. Decine di uomini si trovavano in mare, dispersi dalla forte corrente e sparpagliati tra chiazze di nafta e rottami in fiamme. In loro soccorso giunsero il posamine Azio, il rimorchiatore Liscabianca e la motovedetta Caron, che perlustrando un ampio tratto di mare sino ad una distanza di cinque miglia dalla Paganini trassero in salvo altri 89 sopravvissuti.
Arrivato sul posto il rimorchiatore Sant'Andrea, al comando del nocchiere Meucci, si decise di tentare di portare verso la costa il mercantile. Due volontari si arrampicarono sulla poppa della Paganini, assicurarono un cavo di rimorchio alla bitta situata all'estrema poppa e poi scesero anche nei locali sottostanti per cercare eventuali altri uomini rimasti bloccati, ma non trovarono nessuno. Il Sant'Andrea incominciò quindi a rimorchiare la nave verso la costa, mentre le fiamme, sprigionate da tutte e quattro le stive, erano sempre più estese. Dopo circa un'ora sopraggiunse il piroscafetto per recuperi Rostro, salpato a sua volta da Durazzo per prendere a rimorchio la Paganini, che diede aiuto al Sant'Andrea.
All’improvviso un'enorme fiammata si levò sopra la motonave, ed alle 12:50 la Paganini affondò di prua, lasciando sul mare nafta e paglia incendiate, che continuarono a bruciare ancora a lungo. Il Rostro segnalò la posizione della motonave con un gavitello: si trovava nel punto 41°27’ N e 19°11’ E, a tre miglia da Punta Romani, su fondali di 40 metri. Le estremità superiori degli alberi affiorarono dall'acqua per qualche tempo.
Secondo il volume La difesa del traffico con l'Albania, la Grecia e l'Egeo edito dall'Ufficio Storico della Marina Militare nel 1965, le unità soccorritrici recuperarono in totale 757 dei 952 uomini imbarcati sulla Paganini, mentre le vittime furono 195. L’11 luglio 1940 le autorità italiane pubblicarono una lista dei militari deceduti o dispersi nel disastro, dove compariva il nome di 220 persone, di cui 6 ufficiali albanesi e 214 graduati e soldati italiani, mentre secondo i più recenti studi il totale delle vittime risulta di 228 persone.
Le cause dell'esplosione che causò l'incendio fatale alla nave non sono state accertate. Nel luglio 1940 il tribunale di Tirana, a seguito delle indagini condotte, attribuì la causa dell’incendio, scoppiato nella stiva di carico n.2, ad un atto di sabotaggio, forse compiuto da “comunisti”.
Il comandante Bulli, sopravvissuto al naufragio, venne arrestato ed imputato di agevolazione colposa del reato di sabotaggio, avendo il comandante della motonave, in convoglio militare, abbandonato il comando e la nave stessa in preda alle fiamme, rendendo assai più gravi le conseguenze dell’evento delittuoso.
Il relitto della Paganini è stato ritrovato ed identificato con certezza nel gennaio 2009 da un gruppo di subacquei guidato da Cesare Balzi. La nave giace a 35 metri di profondità a 2,4 miglia dalla riva tra Durazzo e Capo Pali, a quattro miglia dall’uscita del porto di Durazzo, sbandata di 45 gradi a sinistra, con le strutture superiori che giungono a 28 metri; la prua è rivolta a sudovest, con rotta 210°. La zona prodiera è la più danneggiata dall'incendio, con parte del ponte e della plancia che sono crollate, mentre la poppa è abbastanza ben conservata, in particolare la parte estrema, l'unica parte della nave a non essere stata raggiunta dall’incendio. I locali interni sono ricoperti da uno strato di sabbia e fango. La campana della Paganini è stata recuperata e restaurata ed è conservata dal National Center of the Stocktaging of Cultural Properties del Ministero del Turismo, Cultura, Gioventù e Sport dell’Albania, a Tirana.

### Annotazioni
1. ↑  Nel frattempo l'idrovolante era stato localizzato di nuovo da aerei decollati da Taranto.
2. ↑  Si trattava del pilota Leclair, del meccanico ed il marconista, e di due uomini, tra cui un diplomatico indiano, ed una donna.
3. ↑  Si trattava per la precisione dell'elettricista Marino Tomè, del radiotelegrafista Sergio Bonfanti, il secondo capo meccanico Silvio Dolli, il sergente meccanico Gastone Ghersinich, i sottocapi cannonieri Ugo Tondi e Guerrino Giuricich, il sottocapo meccanico Mario Schiaffino, i marinai Giovanni Manos, Nazzareno Alfonsi e Giovanni Marazzo ed il silurista Luigi Prosceru, si tuffarono a rischio della vita nel mare cosparso di rottami e nafta incendiata, e trassero in salvo numerosi naufraghi. Il solo Marino Tomè riuscì a salvare più di venti uomini, alcuni dei quali svenuti e gravemente ustionati.
4. ↑  Altri due uomini dell'equipaggio della Pagano, il marinaio Cataldo Ninfole ed il marinaio scelto Adolfo Conzani, volontariamente si gettarono ripetutamente in mare per aiutare quanti si calavano in mare dalla Paganini a raggiungere a nuoto la vicina 'cisterna; Ninfole e Conzani raggiunsero inoltre altri naufraghi che si trovavano in mare più lontani, tre dei quali ormai giunti allo stremo, e riuscirono a salvarli.

### Fonti
1. ↑  Balsamo 2018, pp. 240-241.
2. 1 2 3 4 5 6 7 8 9 10 11 12 13 14 15 16 17 18 19 20 21 22 23 24 25 26 27 28 29 30 31 32 33 34 35 36  Con la pelle appesa a un chiodo.
3. 1 2 3 4 5 6 7 8 9 10 11 12 13 14  Marenostrumrapallo.
4. ↑  Wrecksite.
5. ↑  Balsamo 2018, pp. 244-245.
6. 1 2 3 4  Notarangelo, Pagano 1997, p. 366.
7. ↑  Il Postalista.
8. ↑  Finzi 2008, p. 215.
9. 1 2  Scubaportal.